# SuSE
A SUSE az egyik legelterjedtebb Linux-disztribúció, amelyet Németországban készítenek. A cég a Novell tulajdona, melyet az Attachmate Group később felvásárolt. A SUSE az egyik alapító tagja a Desktop Linux Consortiumnak. A 10.2 Alpha változattól az operációs rendszer hivatalos neve openSUSE, ami egyben a Novell által vezetett nyílt közösségi fejlesztést is takarja.
Napjainkban a SUSE-t termékcsaláddá bővítették. A SUSE Linux Enterprise Server (SLES) és a SUSE Linux Enterprise Desktop (SLED) a Novell openSUSE-ra épülő két legfontosabb kereskedelmi terméke.
A SUSE Linux Enterprise Server 8 az első Linux-rendszer, mely egy IBM szerveren futva megkapta a „Common Criteria Security Certification” (CC, ISO 15408) biztonsági minősítést.

## Története
A S.u.S.E. céget 1992 végén alapította Hubert Mantel, Burchard Steinbild, Roland Dyroff és Thomas Fehr, amely Unix rendszerek konzultációjával foglalkozott. Számos tevékenységük mellett szoftver csomagokat készítettek SLS (Softlanding Linux System) és Slackware termékekre, valamint kézikönyveket adtak ki a UNIX/Linux rendszerekhez. Az első disztribúciójukat, amely az SLS (amelyet Peter McDonald alapított és az első összetett disztribúcióval, amely olyan komponenseket integrált, mint az X és a TCP/IP), a Slackware és a saját fejlesztésű komponensekből állt 1994-ben adták ki S.u.S.E Linux 1.0 néven. Később integrálták a Florian La Roche által alapított Jurix disztribúciót is, és így 1996-ban megjelent a S.u.S.E. Linux 4.2, amely már valóban önálló disztribúciónak számított.
A S.u.S.E. elnevezést később SuSE-ra egyszerűsítették, amely eredetileg a német „Software- und System-Entwicklung” („Szoftver- és rendszerfejlesztés”) kifejezésből született. Meg nem erősített források[forrás?] azonban egy olyan lehetőséget is boncolgatnak, miszerint az elnevezés Konrad Zuse, híres német számítógép-mérnök és feltaláló nevéből született.

## openSUSE
2003. november 4-én a Novell bejelentette, hogy 220 millió dollár készpénzért felvásárolja a SuSE Linuxot, amely tranzakció 2004 januárjában fejeződött be, és az így a Novell birtokába került termékeket SUSE LINUX néven kezdte el forgalmazni.
A Novell első lépeseként GPL licenc alá helyezte a YaST2 (Yet another Setup Tool) komponenst, amely a SUSE LINUX és a United Linux disztribúciók meghatározott része volt, ezzel lehetőséget adva arra, hogy más disztribúciók is felhasználhassák. A Novell második lépésként ISO formátumban elérhetővé tette a disztribúciót, a terjesztés egyszerűsítésére.
2005. augusztus 4-én bejelentették az openSUSE projektet, amely teljesen átláthatóvá tette, a fejlesztési és tesztelési fázisokat, elérhetővé téve a fejlesztési (alfa és béta) változatokat, így 2005. október 6-án a SUSE Linux 10 OSS (open source software – teljesen nyílt forrású szoftver) és dobozos változatban is megjelent. A projekt a Novell támogatását élvezi. A SuSE Linux Professional folytatása. Elméletben nyolc hónapos fejlesztési és 18 hónapos támogatási ciklussal működik.
2006. június 26-án hivatalosan is elindult a magyar nyelvű openSUSE wiki, a magyar nyelven folyó közösségi munka és tájékoztatás támogatására. .

### openSUSE kiadások

#### 10.x sorozat
Az openSUSE projekt első stabilnak mondható kiadása a SUSE Linux 10.0 volt, 2005 október 6-i megjelenéssel. Ez akkoriban szabadon letölthető volt ISO képmásként, valamint megvásárolható volt „box set”-ként is, benne olyan szoftverekkel, melyeket csak a kereskedelmi változat tartalmazott.
2006. május 11-én került kiadásra a SUSE Linux 10.1, olyan jelentős és meghatározó újdonságokkal, mint az Xgl, NetworkManager, a Novell AppArmor és a Xen Hypervisor.
A harmadik stabil kiadásnál az openSUSE Projekt átnevezte Linux-disztribúcióját, így ez már openSUSE 10.2 néven látott napvilágot 2006. december 6-án. A fejlesztőcsapat számos területen javított fáradozásaival: átdolgozták a programindító menüket a KDE-ben és GNOME-ban, alapértelmezett fájlrendszernek az ext3-at állították be, ellátták a rendszert Secure Digital card támogatással, ami a digitális fényképezőgépeknél volt használatos, integrálták a power management keretrendszert (ennek segítségével lehet gépünket hibernálni - merevlemezre felfüggeszteni, és elaltatni), valamint a csomagkezelő rendszert is a disztribúciójukba. Említésre méltó, hogy a kiadás tartalmazta a Mozilla Firefox webböngésző 2.0-s verzióját is.
A negyedik, egyben utolsó 10.x szériából való kiadás 2007. október 4-én vált elérhetővé, értelemszerűen openSUSE 10.3 név alatt. A fejlesztőbrigád nagyban tökéletesített a csomag kezelő rendszeren, amibe már integrálták az 1-kattintásos-telepítés funkciót (ez *.ymp fájlokkal dolgozott és dolgozik ma is). A legális MP3 támogatás is megjelent a Fluendo által, és javítottak a bootolási (rendszerbetöltési) időn is, azaz a rendszer ugyanazon gépen gyorsabban indult el, mint elődje.

#### Verziótörténet
Az openSUSE projekt célja, hogy minden nyolcadik hónapban újabb verziószámú kiadást jelentessen meg, valamint hogy azokhoz a kiadási dátumtól számolva 2 éven át támogatást, biztonsági frissítéseket nyújtson. A 11.2-es verziótól azonban a terméktámogatás ideje lecsökkent 18 hónapra.
| Projekt név                      | Verzió     | Kiadás dátuma | Általános támogatás vége               | LTSS vége  | Linux kernel verzió |
| -------------------------------- | ---------- | ------------- | -------------------------------------- | ---------- | ------------------- |
| S.u.S.E. Linux (Slackware-alapú) | 4/94       | 1994-03-29    | ????                                   | ????       | 1.0                 |
| S.u.S.E. Linux (Slackware-alapú) | 7/94       | 1994-07       | ????                                   | ????       | 1.0.9               |
| S.u.S.E. Linux (Slackware-alapú) | 11/94      | 1994-11       | ????                                   | ????       | 1.1.62              |
| S.u.S.E. Linux (Slackware-alapú) | 4/95       | 1995-04       | ????                                   | ????       | 1.2.9               |
| S.u.S.E. Linux (Slackware-alapú) | 8/95       | 1995-08       | ????                                   | ????       | 1.1.12              |
| S.u.S.E. Linux (Slackware-alapú) | 11/95      | 1995-11       | ????                                   | ????       | 1.2.13              |
| S.u.S.E. Linux (jurix-alapú)     | 4.2        | 1996-05       | ????                                   | ????       | 2.0.0               |
| S.u.S.E. Linux (jurix-alapú)     | 4.3        | 1996-09       | ????                                   | ????       | 2.0.18              |
| S.u.S.E. Linux (jurix-alapú)     | 4.4        | 1997-04       | ????                                   | ????       | 2.0.24              |
| S.u.S.E. Linux (jurix-alapú)     | 4.4.1      | 1997-04-24    | ????                                   | ????       | 2.0.28              |
| S.u.S.E. Linux (jurix-alapú)     | 5.0        | 1997-07       | ????                                   | ????       | 2.0.30              |
| S.u.S.E. Linux (jurix-alapú)     | 5.1        | 1997-10       | ????                                   | ????       | 2.0.32              |
| S.u.S.E. Linux (jurix-alapú)     | 5.2        | 1998-03-23    | 2000                                   | ????       | 2.0.33              |
| S.u.S.E. Linux (jurix-alapú)     | 5.3        | 1998-09-10    | 2000                                   | ????       | 2.0.35              |
| SuSE Linux                       | 6.0        | 1998-12-21    | 2000                                   | ????       | 2.0.36              |
| SuSE Linux                       | 6.1        | 1999-04-07    | 2001                                   | ????       | 2.2.6               |
| SuSE Linux                       | 6.2        | 1999-08-12    | 2001                                   | ????       | 2.2.10              |
| SuSE Linux                       | 6.3        | 1999-11-25    | 2001-12-10                             | ????       | 2.2.13              |
| SuSE Linux                       | 6.4        | 2000-03-09    | 2002-06-17                             | ????       | 2.2.14              |
| SuSE Linux                       | 7.0        | 2000-09-27    | 2002-11-04                             | ????       | 2.2.16              |
| SuSE Linux                       | 7.1        | 2001-04-21    | 2003-05-16                             | ????       | 2.2.18 / 2.4.0      |
| SuSE Linux                       | 7.2        | 2001-06-15    | 2003-10-01                             | ????       | 2.2.19 / 2.4.4      |
| SuSE Linux                       | 7.3        | 2001-10-13    | 2003-12-15                             | ????       | 2.4.9               |
| SuSE Linux                       | 8.0        | 2002-04-22    | 2004-06-30                             | ????       | 2.4.18              |
| SuSE Linux                       | 8.1        | 2002-09-30    | 2005-01-31                             | ????       | 2.4.19              |
| SuSE Linux                       | 8.2        | 2003-04-07    | 2005-07-14                             | ????       | 2.4.20              |
| SUSE Linux Enterprise            | 9.0        | 2003-10-15    | 2005-12-15                             | ????       | 2.4.21 / 2.6.1      |
| SUSE Linux Enterprise            | 9.1        | 2004-04-23    | 2006-06-30                             | ????       | 2.6.4               |
| SUSE Linux Enterprise            | 9.2        | 2004-10-25    | 2006-10-31                             | ????       | 2.6.8               |
| SUSE Linux Enterprise            | 9.3        | 2005-04-16    | 2007-04-30                             | ????       | 2.6.11              |
| SUSE Linux Enterprise            | 10.0       | 2006-07-17    | 2007-12-31                             | N/A        | 2.6.16              |
| SUSE Linux Enterprise            | 10.1       | 2007-06-18    | 2008-11-30                             | 2010-12-01 | 2.6.16.46           |
| SUSE Linux Enterprise            | 10.2       | 2008-05-19    | 2010-04-11                             | 2013-04-10 | 2.6.16.60           |
| SUSE Linux Enterprise            | 10.3       | 2009-10-12    | 2011-10-11                             | 2014-10-31 | 2.6.16.60           |
| SUSE Linux Enterprise            | 10.4       | 2011-04-12    | 2013-07-31                             | 2016-06-30 | 2.6.16.60           |
| SUSE Linux Enterprise            | 11.0       | 2009-03-24    | 2010-12-31                             | N/A        | 2.6.27              |
| SUSE Linux Enterprise            | 11.1       | 2010-06-02    | 2012-08-31                             | 2015-08-30 | 2.6.32              |
| SUSE Linux Enterprise            | 11.2       | 2012-02-29    | 2014-01-31                             | 2017-01-30 | 3.0.13              |
| SUSE Linux Enterprise            | 11.3       | 2013-07-01    | 2016-01-31                             | 2019-01-30 | 3.0.76              |
| SUSE Linux Enterprise            | 11.4       | 2015-10-13    | 2019-03-31                             | 2022-03-31 | 3.0.101             |
| SUSE Linux Enterprise            | 12.0       | 2014-10-10    | 2016-06-30                             | 2019-07-01 | 3.12                |
| SUSE Linux Enterprise            | 12.1       | 2015-12-22    | 2017-05-31                             | 2020-05-31 | 3.12                |
| SUSE Linux Enterprise            | 12.2       | 2016-11-08    | 2018-03-31                             | 2021-03-31 | 4.4                 |
| SUSE Linux Enterprise            | 12.3       | 2017-09-07    | 2019-06-30                             | 2022-06-30 | 4.4                 |
| SUSE Linux Enterprise            | 12.4       | 2018-12-12    | 2020-06-30                             | 2023-06-30 | 4.12                |
| SUSE Linux Enterprise            | 12.5       | 2019-12-09    | 2024-10-31                             | 2027-10-31 | 4.12                |
| SUSE Linux Enterprise            | 15.0       | 2018-07-16    | 2019-12-31                             | 2022-12-31 | 4.12                |
| SUSE Linux Enterprise            | 15.1       | 2019-06-24    | 2021-01-31                             | 2024-01-31 | 4.12                |
| SUSE Linux Enterprise            | 15.2       | 2020-07-21    | 2021-12-31                             | 2024-12-31 | 5.3.18              |
| SUSE Linux Enterprise            | 15.3       | 2021-06-21    | 6 hónappal az SLES 15 SP4 kiadása után | TBD        | 5.3.18              |
| SUSE Linux Enterprise            | 15 Overall | 2018-07-16    | 2028-07-31                             | 2031-07-31 | 4.12                |

### SUSE Linux Enterprise Server
Nagyvállalati, állami szereplők részére biztosított nagy rendelkezésre állású eszközök és szoftverkomponenseit is magában foglaló GNU/Linux disztribúció.
| SLES verzió | Legutolsó SP | FCS kiadás dátuma | Általános támogatás vége | LTSS vége  |
| ----------- | ------------ | ----------------- | ------------------------ | ---------- |
| first       | N/A          | 2000-10-31        | ?                        | N/A        |
| 7           | N/A          | 2001-10-13        | ?                        | N/A        |
| 8           | 4            | 2002-10-01        | 2007-12-30               | 2009-12-30 |
| 9           | 4            | 2004-08-03        | 2011-08-31               | 2014-08-01 |
| 10          | 4            | 2006-06-17        | 2013-07-31               | 2016-07-30 |
| 11          | 4            | 2009-03-24        | 2019-03-31               | 2022-03-31 |
| 12          | 5            | 2014-10-27        | 2024-10-31               | 2027-10-31 |
| 15          | 3            | 2018-07-16        | 2028-07-31               | 2031-07-31 |

### openSUSE kiadások
Kis- és középvállalatok, hallgatók, kutatók körében használatos asztali környezetben előforduló eszközillesztőket is részint tartalmazó GNU/Linux disztribúció.
| Név                 | Verzió  | Kódnév          | Kiadás dátuma | Támogatás vége | Támogatás vége | Kernel verzió |
| Név                 | Verzió  | Kódnév          | Kiadás dátuma | Rendes         | Evergreen      | Kernel verzió |
| ------------------- | ------- | --------------- | ------------- | -------------- | -------------- | ------------- |
| SUSE Linux          | 10.0    | Prague          | 2005-10-06    | 2007-11-30     | –              | 2.6.13        |
| SUSE Linux          | 10.1    | Agama Lizard    | 2006-05-11    | 2008-05-31     | –              | 2.6.16        |
| openSUSE            | 10.2    | Basilisk Lizard | 2006-12-07    | 2008-11-30     | –              | 2.6.18        |
| openSUSE            | 10.3    | –               | 2007-10-04    | 2009-10-31     | –              | 2.6.22        |
| openSUSE            | 11.0    | –               | 2008-06-19    | 2010-06-26     | –              | 2.6.25        |
| openSUSE            | 11.1    | –               | 2008-12-18    | 2011-01-14     | 2012-04        | 2.6.27        |
| openSUSE            | 11.2    | Emerald         | 2009-11-12    | 2011-05-12     | 2013-11        | 2.6.31        |
| openSUSE            | 11.3    | Teal            | 2010-07-15    | 2012-01-16     | –              | 2.6.34        |
| openSUSE            | 11.4    | Celadon         | 2011-03-10    | 2012-11-05     | 2014-09        | 2.6.37        |
| openSUSE            | 12.1    | Asparagus       | 2011-11-16    | 2013-05-15     | –              | 3.1.0         |
| openSUSE            | 12.2    | Mantis          | 2012-09-05    | 2014-01-15     | –              | 3.4.6         |
| openSUSE            | 12.3    | Dartmouth       | 2013-03-13    | 2015-01-01     | –              | 3.7.10        |
| openSUSE            | 13.1    | Bottle          | 2013-11-19    | 2016-02-03     | 2016-11        | 3.11.6        |
| openSUSE            | 13.2    | Harlequin       | 2014-11-04    | 2017-01-16     | –              | 3.16.6        |
| openSUSE Leap       | 42.1    | Malachite       | 2015-11-04    | 2017-05-17     | –              | 4.1.12        |
| openSUSE Leap       | 42.2    | –               | 2016-11-16    | 2018-01-26     | –              | 4.4           |
| openSUSE Leap       | 42.3    | –               | 2017-07-26    | 2019-06-30     | –              | 4.4           |
| openSUSE Leap       | 15.0    | –               | 2018-05-25    | 2019-12-03     | –              | 4.12          |
| openSUSE Leap       | 15.1    | –               | 2019-05-22    | 2021-01-31     | –              | 4.12          |
| openSUSE Leap       | 15.2    | –               | 2020-07-02    | 2021-12-31     | –              | 5.3.18        |
| openSUSE Leap       | 15.3    | –               | 2021-06-02    | 2022-11-30     | –              | 5.3.18        |
| openSUSE Leap       | 15.4    | –               | 2022-06-08    | 2023-11-30     | –              | 5.14.21       |
| openSUSE Leap       | 15.5    | –               | 2023-06-07    | 2024-12-31     | –              | 5.14.21       |
| openSUSE Leap       | 15.6    | –               | 2024-06-02    | 2025-12-31     | –              | 6.4           |
| openSUSE Leap       | 16.0    | –               | 2025-11       | TBD            | –              | TBD           |
| openSUSE Tumbleweed | Rolling | –               | Rolling       | –              | –              | utolsó stabil |

## SUSE Linux Enterprise
A Novell több különböző terméket is fejleszt vállalati felhasználók számára. Ezek hosszabb, 7 éves életciklussal működnek, ami megállapodás szerint 10 év is lehet. A fejlesztési ciklus 24-36 hónapot vesz igénybe. A Novell garantálja a stabilitást, technikai támogatást nyújt és hitelesíti a terméket a független hardver- és szoftverkereskedők számára. A SUSE Linux Enterprise termékek fizetősek.
A SUSE Linux Enterprise kevesebb csomagot tartalmaz, mint az openSUSE, de a célnak és az üzleti tevékenységnek megfelelően összeválogatva. A SUSE Linux Enterprise termékek a következők:
- SUSE Linux Enterprise Server: szerver célú operációs rendszer vállalati környezet számára
  - Ennek egy módosítása a SUSE Linux Enterprise Real Time, ami olyan műveleteket támogat, amiknek időtényezője kritikus
- SUSE Linux Enterprise Desktop: asztali célú operációs rendszer vállalati környezet számára
  - Ennek egy módosítása a SUSE Linux Enterprise Thin Client (SLETC) vékony kliensek számára

Linux maggal installálva a Novell Open Enterprise Server (OES) a SUSE Linux Enterprise Servert használja platformként. EZ OES-Linux néven is ismert.

## Termékek
A SUSE Linux két bejegyzett név alatt érhető el, ezek az openSUSE és a SUSE Linux Enterprise. Az openSUSE egy szabad, közösségileg fejlesztett disztribúció, ami otthoni felhasználásra készült. Tartalmaz néhány  legfrissebb, csak fejlesztőknek ajánlott szoftvert is, amik problémát okozhatnak egy normál rendszeren. A SUSE Linux Enterprise a SUSE által tesztelt és hitelesített kiadás nagyvállalatok számára.

### Az openSUSE és a SUSE Linux Enterprise
Az openSUSE közösség viszonylag gyakran ad ki új verziót az openSUSE projekt keretében. A nyílt programoknak mindig a legfrissebb verzióit tartalmazza. A SUSE Linux Enterprise a SUSE kereskedelmi kiadása, amiből a SUSE ritkábban ad ki újat, viszont hatékonyabban támogatja. A SUSE tipikusan az openSUSE alapján fejleszti.

### A SUSE Linux Enterprise Server és a SUSE Linux Enterprise Desktop
A SUSE a SUSE Linux Enterprise-t szerver és desktop, vagyis asztali gép változatban is kiadja. Mindkét változat az adott célú felhasználáshoz szükséges csomagokra összpontosít. Például a SUSE Linux Enterprise Desktop nem tartalmazza az Apache Web Servert, és a SUSE Linux Enterprise Server nem tartalmazza a Xgl/Compizt.

### SUSE Studio
A SUSE Studio egy online Linux alkotó eszköz, amivel a felhasználók elkészíthetik saját Linux rendszerüket, akár az openSUSE, akár a SUSE Linux Enterprise alapján is. Választhatnak a KDE és a Gnome ablakozó rendszer között, csomagokat és alkalmazásokat válogathatnak, akár teljes értékű rendszert is összeállíthatnak Firefox böngészővel, 3D grafikával, és tetszőlegesen összeválogatott alkalmazásokkal. Az így elkészített Linux különböző lemezkép formátumokban letölthető, és live CD-ként is használható.

## Galéria

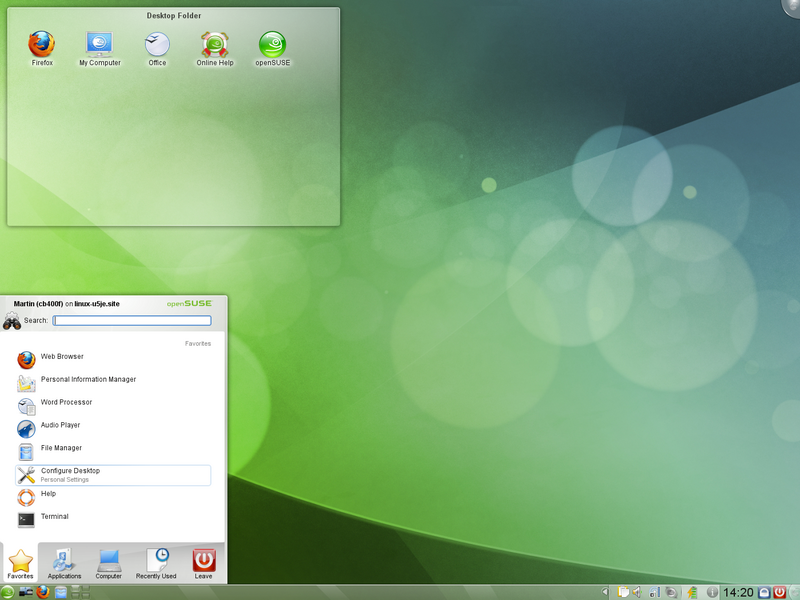
openSUSE 11.3, KDE SC 4.4
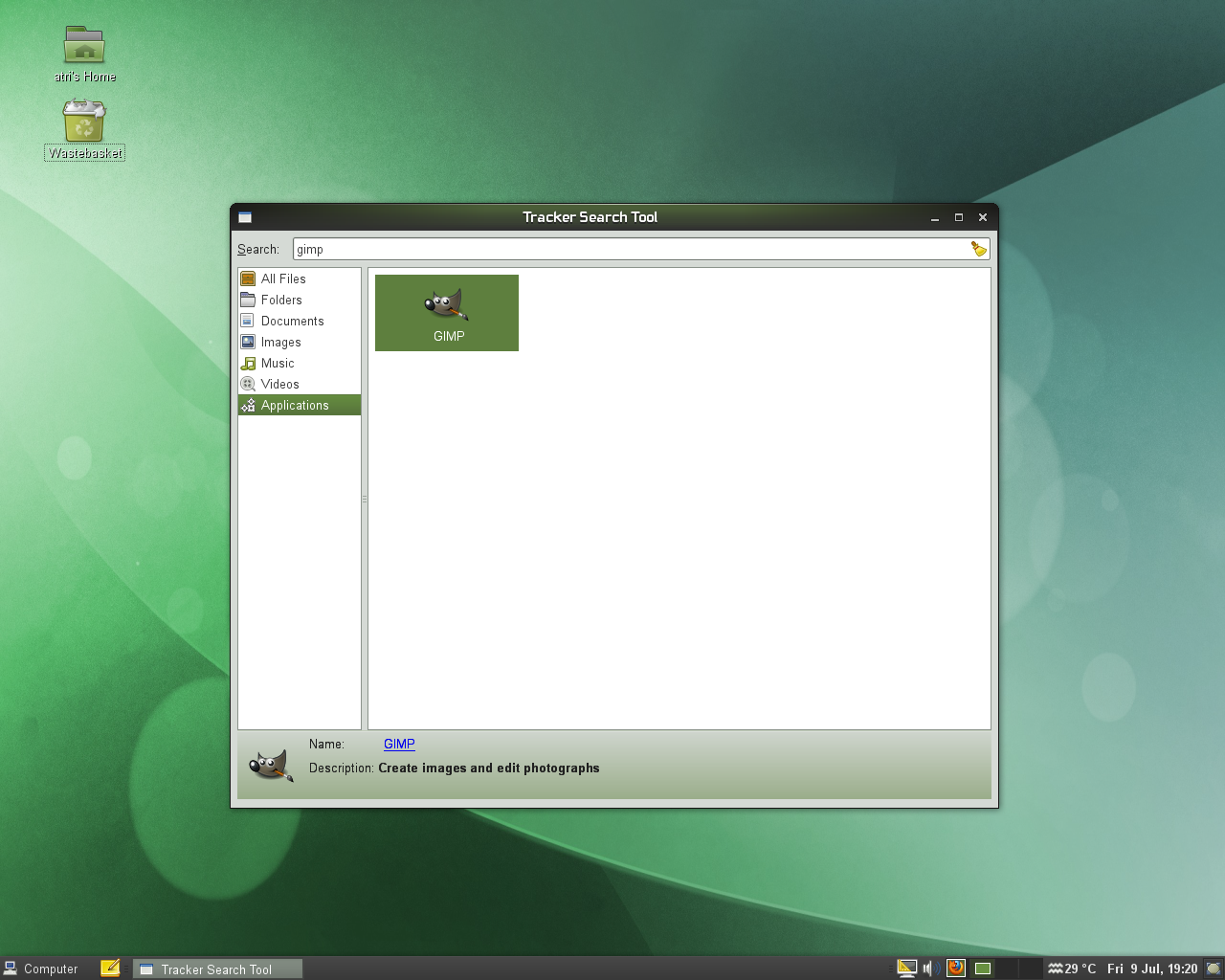
openSUSE 11.3, GNOME 2.30
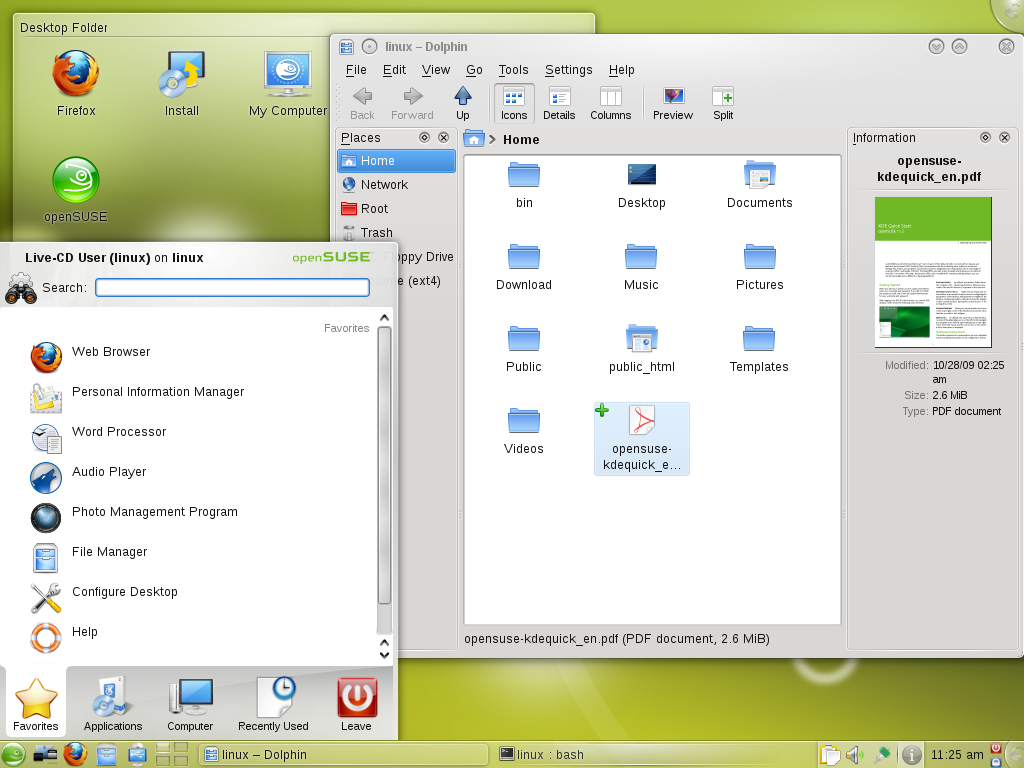
openSUSE 11.2, KDE 4.3
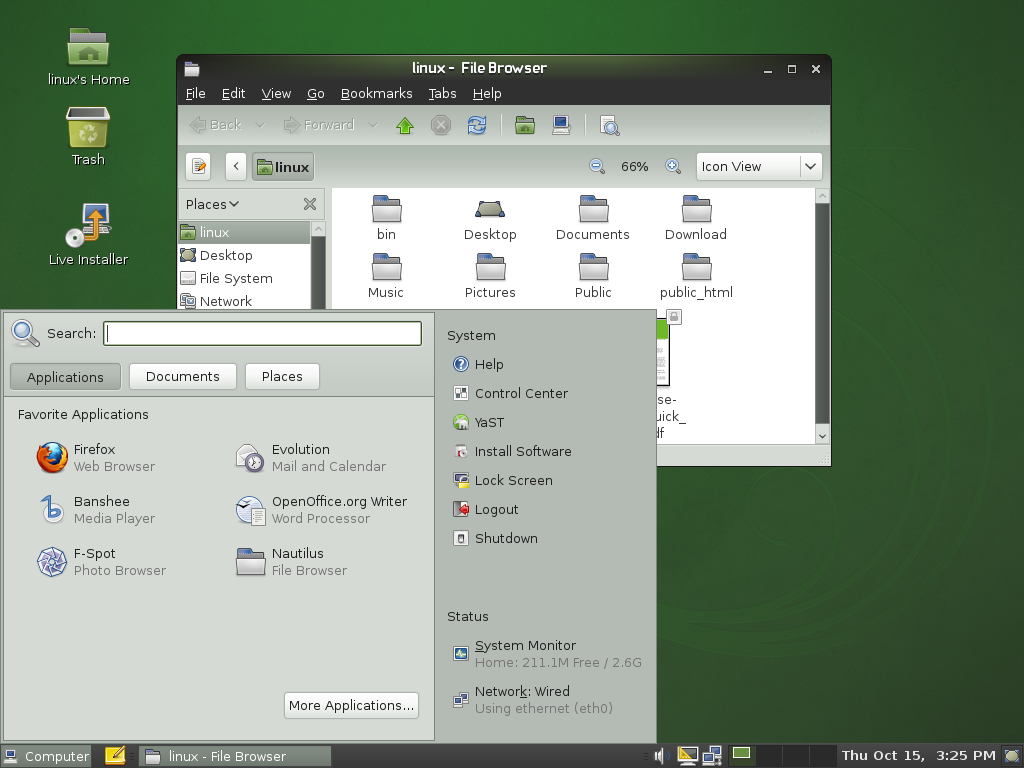
openSUSE 11.2, GNOME 2.28